# Muchladziszki
Muchladziszki (biał. Мухлядзішкі; ros. Мухлядишки) – wieś na Białorusi, w obwodzie grodzieńskim, w rejonie werenowskim, w sielsowiecie Podhorodno.
Dawniej wieś i folwark. W dwudziestoleciu międzywojennym leżały w Polsce, w województwie nowogródzkim, w powiecie lidzkim, do 11 kwietnia 1929 w gminie Bieniakonie, następnie w gminie Werenowo. Po II wojnie światowej w granicach Związku Sowieckiego. Od 1991 w niepodległej Białorusi.